# Бисенкулы, Темирхан
Темирхан Бисенкулы (каз. Темірхан Бисенқұлұлы; 1950 год, Захметкеш, Ташаузская область, Туркменская ССР, СССР — 16 марта 2019 года, Мангистауская область, Казахстан) — советский, узбекский и казахстанский тренер по самбо, кураш и казакша курес. Он мастер спорта СССР по самбо, мастер спорта по борьбе кураш Узбекской ССР, заслуженный тренер Республики Казахстан (1998 год).

## Биография
В 1976 году, после окончания Ташкентского института физической культуры и спорта, начал работать в посёлке Жаслык (Узбекистан) учителем физкультуры. В 1978 году начал работать тренером в детско-юношеской спортивной школе по самбо и казакша курес в Бейнеу (Казахстан). В 1980-90 годах занимал пост председателя спортивного комитета Бейнеуского района. С 1991 по 1995 год был заместителем председателя спортивного комитета Мангистауской области. В 1996 году возглавил областную ДЮСШ, которой руководил до 2013 года.

## Примечание
1. ↑  Маңғыстау энциклопедиясы. — Алматы, 1997.